# アルノルド・ダ・ブレシア

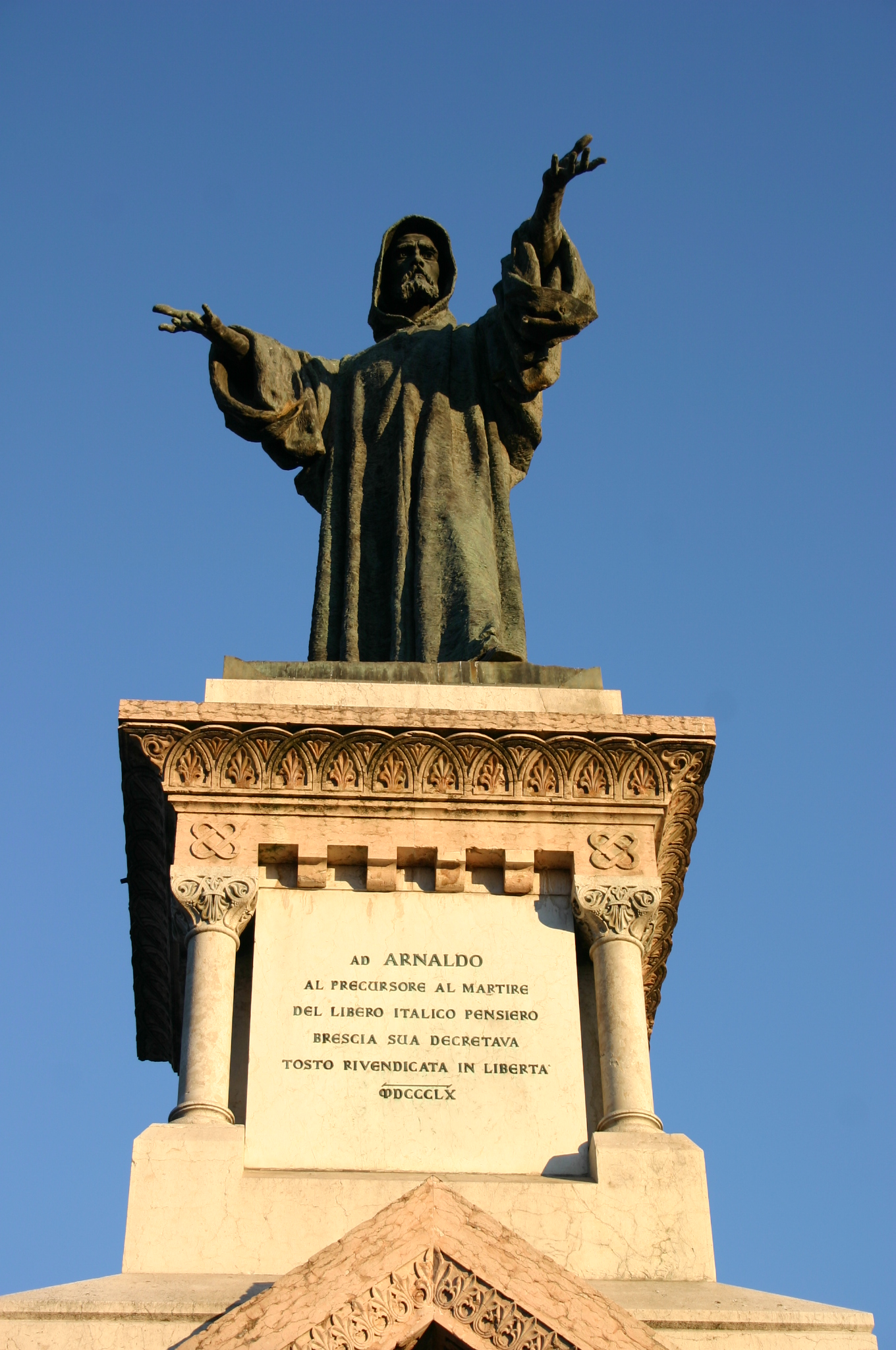
アルノルド・ダ・ブレシアのモニュメント

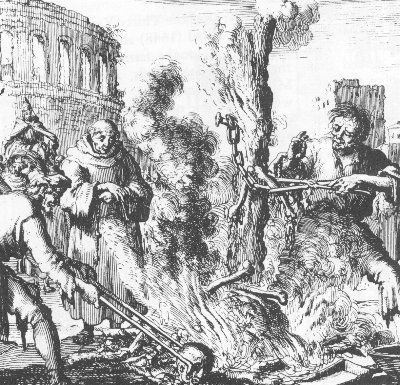
火刑になって白骨になったアルノルドの周りの聖職者と役人

アルノルド・ダ・ブレシア（Arnaldo da Brescia、1090年 - 1155年）は、中世イタリアの宗教改革者。神学者アベラールの弟子で急進的宗教改革運動アルノルド派の指導者である。

## 生涯
ブレシア出身。両親、生い立ちは不明だが修道士となり、パリを出てノートルダム大聖堂付属学校でアベラールの講義を受け影響された。
1119年、師が負傷し修道院に隠棲すると郷里に戻り修道院長になる。そこで聖職者の世俗権力の行使を否定し原点に戻るべきと唱えたため、ブレシアの司教や聖職者たちに衝撃を与え、教皇インノケンティウス2世の命により、1139年に市から追放された 。
流浪したのちパリに出て神学の塾で生計を立てたが、国外追放処分となりスイスのチューリヒで学友の枢機卿にかくまわれたが数年間行方をくらました。
1145年、市民自治を求めて動乱状態にあったローマに現れ、教皇の世俗権力を否定し、共和政の古代ローマのような市民と貴族の代表者による元老院統治を再興させた。しかし、混乱は収まらず、神聖ローマ帝国皇帝フリードリヒ1世に支援された市民自治を認めないハドリアヌス4世は教皇となるとアルノルドの追放を求め、ローマ市に聖務停止を命じた。三日で市民は音を上げ元老院はアルノルドを追放した。市民の罵倒のなか市外に出て近郊の城にかくまわれていたが、進軍してきた皇帝軍に捕えられ、異端審問所で縛り首の後、火刑にし遺灰は川に捨てられた。